# Nicolas Charles Seringe

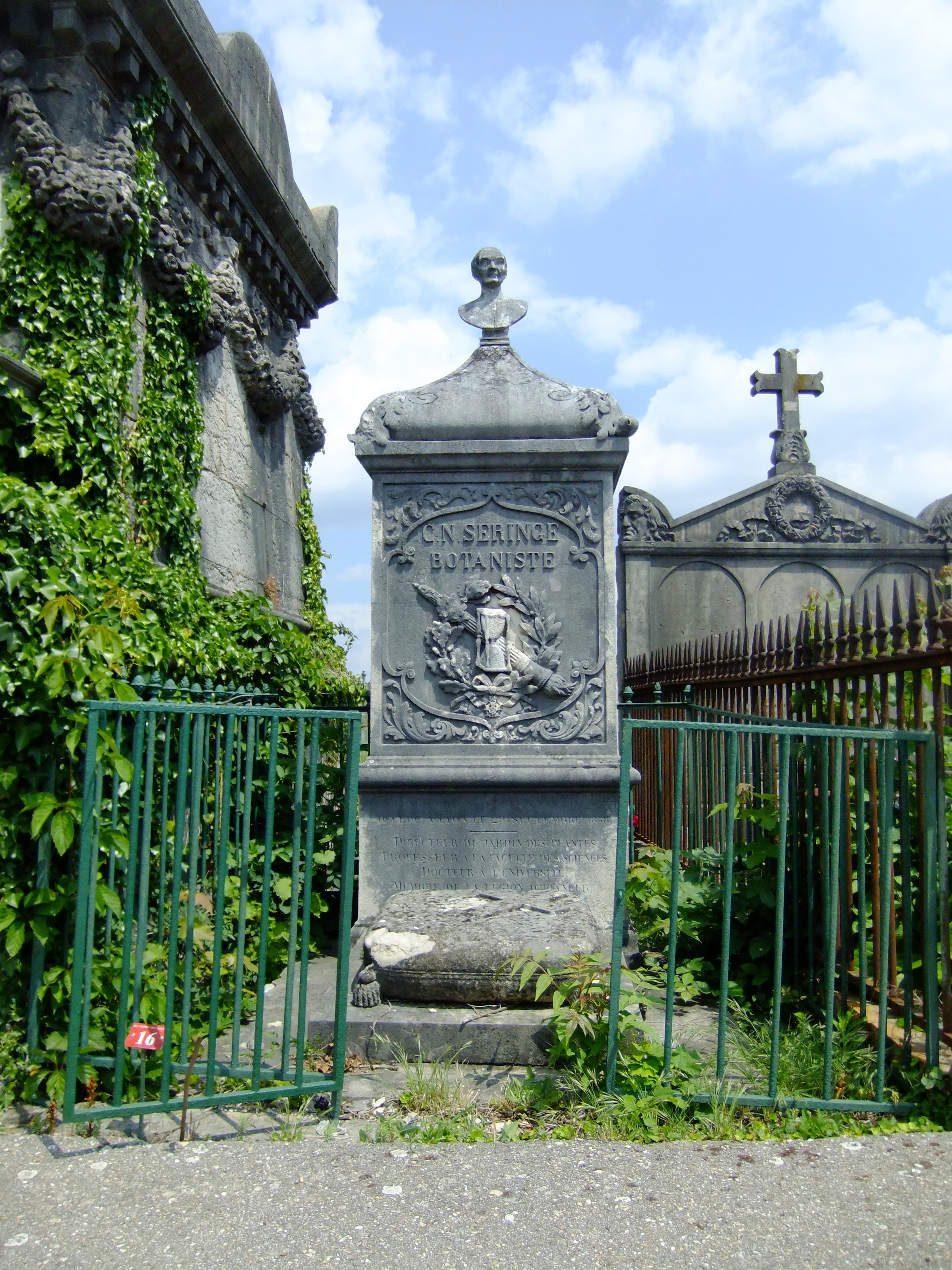
Grabstein auf dem Cimetière de Loyasse

Nicolas Charles Seringe (* 3. Dezember 1776 in Longjumeau; † 29. Dezember 1858 in Lyon) war ein französischer Botaniker. Sein offizielles botanisches Autorenkürzel lautet „Ser.“

## Leben und Wirken
Seringe studierte Medizin in Paris, wurde jedoch kurz vor seiner Promotion in die republikanische Armee eingezogen und diente dort als Chirurg. Mit der Armee Jean-Victor Moreaus zog er nach Deutschland. Nach dem Krieg ließ er sich in Bern nieder.
Er war von 1801 bis 1820 Lehrer für Französisch in Bern und von 1820 bis 1830 in Genf.
Seringe spezialisierte sich auf Botanik und begann in Bern an der Universität zu lehren. 1830 wurde er Direktor des Botanischen Gartens in Lyon und von 1834 bis 1858 Professor an der dortigen Universität.
Er interessierte sich vor allem für Landwirtschaft und Gartenbau. 1855 wurde er zum Ritter der Ehrenlegion ernannt. Drei Jahre später starb er 1858 in Armut.

## Ehrungen
Nach ihm benannt ist die Pflanzengattung Seringia Spreng. aus der Familie der Spindelbaumgewächse (Celastraceae).